# The Drive for a Life
The Drive for a Life è un cortometraggio muto del 1909 diretto da David W. Griffith che lo ha anche sceneggiato. Il film, interpretato da Arthur V. Johnson, Florence Lawrence e Marion Leonard, venne girato nel New Jersey e fu prodotto dall'American Mutoscope and Biograph Company che lo distribuì nelle sale il 22 aprile 1909.

## Trama
Harry lascia l'amante per fidanzarsi con un'altra. L'amante, gelosa e vendicativa, prepara alcune caramelle ripiene di veleno destinate alla rivale. Harry, scoperto il piano della donna, corre per cercare di avvertire del pericolo la fidanzata prima che sia troppo tardi.

## Produzione
Il film fu girato nel New Jersey, negli studi della Biograph di Fort Lee, e venne prodotto dall'American Mutoscope and Biograph Company.

## Distribuzione
Il copyright, richiesto dall'American Mutoscope and Biograph Co., fu registrato il 14 aprile 1909 con il numero H125726. Il film - un cortometraggio in una bobina - uscì nelle sale cinematografiche USA il 22 aprile 1909.
Non si conoscono copie ancora esistenti della pellicola che viene considerata presumibilmente perduta.